# Kaljuschynzi
Kaljuschynzi (ukrainisch Калюжинці; russisch Калюжинцы Kaljuschinzy) ist ein Dorf in der ukrainischen Oblast Tschernihiw mit etwa 380 Einwohnern (2022).
Das 1716 erstmals schriftlich erwähnte Dorf liegt an der Utka (Утка), einem 16 km langen Nebenfluss der Horyn, 3 km nördlich der Fernstraße N 07, etwa 18 km nordwestlich vom ehemaligen Rajonzentrum Sribne und etwa 200 km südöstlich der Oblasthauptstadt Tschernihiw.
Am 4. Mai 2017 wurde das Dorf ein Teil der neugegründeten Siedlungsgemeinde Sribne, bis dahin bildete es die gleichnamige Landratsgemeinde Kaljuschynzi (Калюжинська сільська рада/Kaljuschynska silska rada) im Nordwesten des Rajons Sribne.
Am 17. Juli 2020 kam es im Zuge einer großen Rajonsreform zum Anschluss des Rajonsgebietes an den Rajon Pryluky.

## Persönlichkeiten
Im Dorf kam 1803 der ukrainische Kobsar Ostap Weressai zur Welt, der 1890 im Nachbardorf Sokyrynzi starb und bestattet wurde.